# Giulești (okręg Suczawa)
Giulești – wieś w Rumunii, w okręgu Suczawa, w gminie Boroaia. W 2011 roku liczyła 568 mieszkańców.